# Полениця
По́лениця (болг. Поленица) — село в Благоєвградській області Болгарії. Входить до складу общини Санданський.

## Населення
За даними перепису населення 2011 року у селі проживали 1220 осіб.
Національний склад населення села:
| Національність   | Кількість осіб | Відсоток |
| ---------------- | -------------- | -------- |
| болгари          | 1095           | 98,9%    |
| інша             | 6              | 0,5%     |
| не визначились   | 3              | 0,3%     |
| Всього відповіли | 1107           |          |

Розподіл населення за віком у 2011 році:
Динаміка населення: